# 威廉·約瑟夫·伯恩斯
威廉·約瑟夫·伯恩斯（英語：William Joseph Burns，1956年4月4日—）是一名民主黨的美国政治人物，曾任第8任中央情報局局長。他曾是美國副國務卿、政務國務次卿、近東事務助理國務卿、美國駐俄羅斯大使及美國駐約旦大使。

## 外交生涯
伯恩斯大使於1982年進入美國國務院，2011年至2014年最高職擔任到副國務卿。
此前曾擔任2008年至2011年政治次卿。2005年至2008年擔任美國駐俄羅斯大使，助理國務卿。 2001年至2005年擔任近東事務助卿，1998年至2001年擔任美國駐約旦大使。在此之前，他還擔任國務院執行秘書兼特別助理，輔佐沃倫克里斯托弗和奧布賴特，此外還歷任美國駐俄羅斯大使館政務公使銜參贊、國務院政策規劃人員代理主任和首席副主任、和國家安全委員會主席、東南亞事務高級主任特別助理。
伯恩斯與喬治特尼特一起幫助推行了2001年6月的以色列 - 巴勒斯坦短暫停火協議。他在消除利比亞的非法武器計劃方面發揮了主導作用，並與伊朗建立了秘密雙邊渠道，導致伊朗與P5+1之間達成歷史性的臨時協議，以及努力恢復在奧巴馬政府早期與俄羅斯建立關係，並加強與印度的戰略夥伴關係。國務卿約翰克里讚揚他的“安靜，低調，完成外交”，並稱這使他贏得了共和黨和民主黨政府的信任；大西洋彼岸的歐洲稱他為美國一些最棘手的外交政策挑戰的“秘密外交武器”。

## 質疑伊拉克戰爭
2019年伯恩斯回憶錄中，他揭密親自聽到當時副總統錢尼說: 我們所需進軍伊拉克唯一的合法性就寫在M1A2戰車背上。

## 荣誉

### 外国勋章奖章
- 意大利共和国功绩指挥官勋章（義大利語：Ordine al merito della Repubblica italiana）（意大利，2017年1月13日公布[5]）
- 荣誉军团指挥官勋章（法国，2018年3月7日于华盛顿特区法国驻美大使官邸颁发[6]）
- 旭日大绶章（日本，2018年4月29日公布[7]）